# 上海吴昌硕纪念馆
上海吴昌硕纪念馆是位於中華人民共和國上海市浦東新區陸家嘴的一個紀念吴昌硕的紀念館，建筑面积1600平方米。馆内設有吴昌硕生平陈列室、大师画室和作品展示厅。

## 历史
原址位於浦東新區华夏文化旅游开发区公园内，始建於1922年。第一任主人是陈桂春。一位名叫薛和尚的三林塘百姓曾經為保护美国飞虎队飞行员而在該建築被日本人打死。它於1995年9月12日開館。2010年5月搬遷至陸家嘴。